# 門真市立第七中学校
門真市立第七中学校（かどましりつ だいなな ちゅうがっこう）は、大阪府門真市にある公立中学校。門真市立第二中学校より分離し、1978年に開校した。
各教科で少人数指導や習熟度別学習を取り入れるなど、学力の定着・向上に重点をおいている。また小中連携にも力を入れ、校区内の小学校とは算数・数学で教員を相互乗り入れして授業を実施している。

## 沿革
- 1978年4月1日 - 門真市立第七中学校として開校。当初は第二中学校内に仮校舎を設置。
- 1979年1月9日 - 現在地に校舎完成。移転。
- 1992年4月8日 - 大阪府教育委員会から、生徒指導の研究校に指定される。
- 2003年 - 門真市教育委員会から、教育課程の研究校に指定される。
- 2010年 - 校区変更。常盤町・大橋町（門真市立大和田小学校の通学区域の一部）を第二中学校校区に変更。

## 通学区域
- 門真市立二島小学校と門真市立五月田小学校の通学区域。

## 交通
- 地下鉄長堀鶴見緑地線 門真南駅 北東へ約1.4km。

## 著名出身者
- 髙橋直也 - サッカー選手